# Łochów
Łochów é um município da Polônia, na voivodia da Mazóvia e no condado de Węgrów. Estende-se por uma área de 13,4 km², com 6 842 habitantes, segundo os censos de 2016, com uma densidade de 511,0 hab/km².